# James McClure
James Hodgson "Jimmy" McClure (Indianápolis, 28 de setembro de 1916 – Cape Coral, 12 de fevereiro de 2005) foi um mesa-tenista (ou "jogador de tênis de mesa") americano de destaque internacional.

## Carreira como mesa-tenista
Entre 1936 a 1949, James McClure conquistou seis medalhas nas categorias de duplas e por equipes em Campeonatos Mundiais de Tênis de Mesa. Dentre essas, destacam-se quatro medalhas de ouro: três na modalidade de duplas, ao lado de Buddy Blattner e Sol Schiff, respectivamente, e uma na competição por equipes.